# Pakenham Upper
Pakenham Upper är en del av en befolkad plats i Australien. Den ligger i kommunen Cardinia och delstaten Victoria, omkring 54 kilometer sydost om delstatshuvudstaden Melbourne. Antalet invånare är 1 833.
Runt Pakenham Upper är det ganska tätbefolkat, med 52 invånare per kvadratkilometer.. Närmaste större samhälle är Berwick, omkring 15 kilometer väster om Pakenham Upper.
I omgivningarna runt Pakenham Upper växer i huvudsak städsegrön lövskog. Genomsnittlig årsnederbörd är 1 332 millimeter. Den regnigaste månaden är juni, med i genomsnitt 166 mm nederbörd, och den torraste är januari, med 57 mm nederbörd.